# Côte aquitaine
La côte aquitaine désigne la majeure partie du littoral de la région Nouvelle-Aquitaine, dans le Sud-Ouest de la France. Elle porte des noms différents en fonction de l'endroit où on se trouve. Ainsi, du nord au sud, s'étendent :
- La Côte d'Argent (capitale : Arcachon) depuis le sud de l'estuaire de la Gironde à l'estuaire de l'Adour. On parle aussi de « Côte landaise » car elle borde les Landes de Gascogne.
- La Côte basque (capitale : Biarritz) de l'estuaire de l'Adour à celui de la Bidassoa (frontière franco-espagnole). Elle forme le littoral de la partie française du Pays basque.